# Lexus Hoverboard

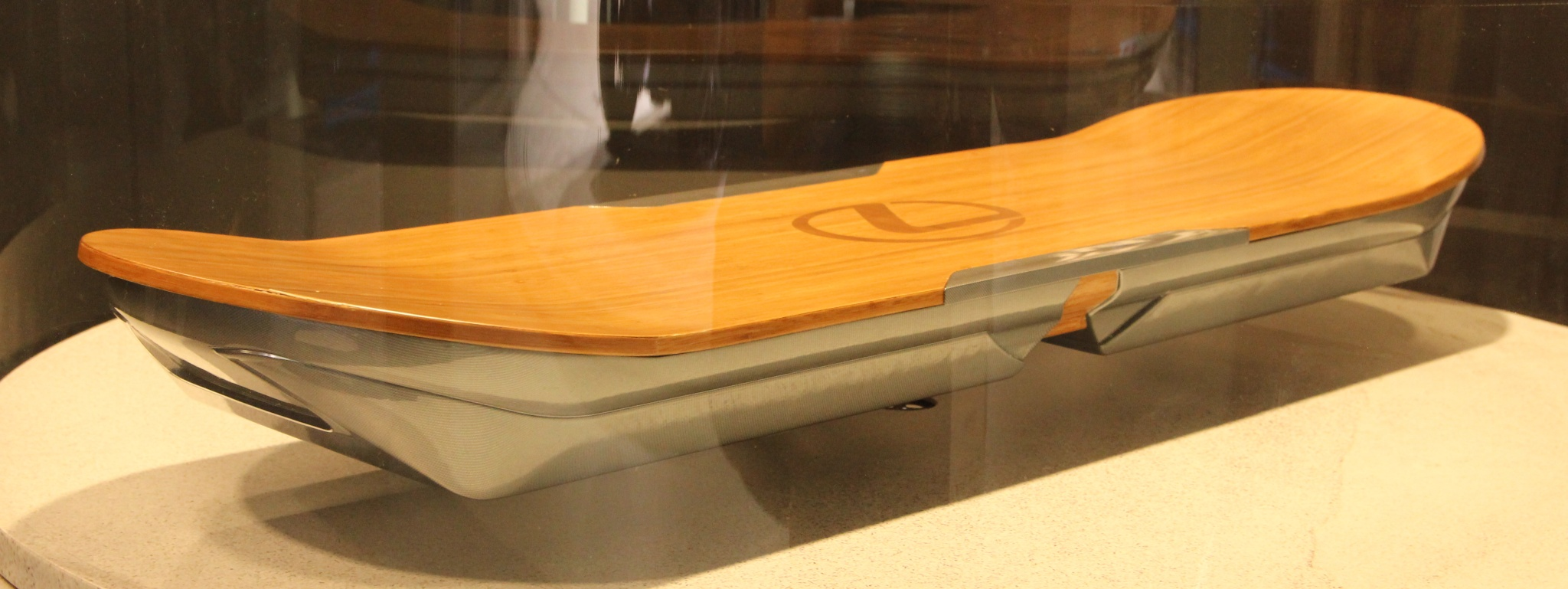
Makieta Lexus Hoverboard prezentowana na targach Internationale Automobil-Ausstellung 2015 we Frankfurcie nad Menem

Lexus Hoverboard – zaprezentowana przez firmę Lexus pozbawiona kół odmiana deskorolki, umożliwiająca jazdę nad powierzchnią specjalnego toru dzięki wykorzystaniu zjawiska lewitacji magnetycznej.
Wewnątrz Lexus Hoverboard zainstalowano dwa kriostaty, zawierające elementy nadprzewodzące wykonane z materiału zwanego YBCO – tlenku itrowo-barowo-miedziowego (YBa2Cu3O7-x). Ma on złożoną strukturę krystaliczną perowskitu i należy do grupy nadprzewodników wysokotemperaturowych, który w przeciwieństwie do znanych wcześniej nadprzewodników nie wymagają schłodzenia bardzo drogim ciekłym helem do temperatury bliskiej zera absolutnego, a wystarczy im tani i łatwo dostępny ciekły azot.
Przed rozpoczęciem jazdy deskę umieszcza się na podstawce nad magnesami trwałymi i napełnia kriostaty ciekłym azotem, który wrząc schładza je do temperatury -197 stopni Celsjusza, w której elementy wykonane z YBCO przechodzą w stan nadprzewodnictwa. Pojawia się wówczas tzw. efekt Meissnera, polegający na „uwięzieniu” zewnętrznego pola magnetycznego przez nadprzewodnik, wskutek czego utrzymywany jest on przez pole magnetyczne w stałej odległości od magnesów, nawet mimo przyłożenia dużej siły – i po usunięciu podstawki deska unosi się nad magnesami. Uboczny efekt wrzenia ciekłego azotu widoczny jest w postaci mgiełki unoszącej się wokół deski – to para wodna z powietrza, kondensująca pod wpływem zimnego azotu wydostającego się z kriostatów.
Prace nad Lexus Hoverboard prowadzono w Dreźnie z udziałem naukowców z Instytutu Badań Ciała Stałego i Materiałoznawstwa im Leibniza (IFW) oraz inżynierów z firmy evico, specjalizującej się w przemysłowym wykorzystaniu nadprzewodników wysokotemperaturowych. Projektowanie, budowanie i testowanie prototypów w ramach projektu SLIDE trwało około roku. W ostatniej fazie do programu dołączył zawodowy skateboarder Ross McGouran, który pomógł dopracować ostateczny kształt deski.
Ostateczne próby odbyły się na specjalnym torze w Cubelles koło Barcelony. Pod jego powierzchnią przypominającą beton zainstalowano niemal 200 metrów przywiezionych z Drezna magnetycznych ścieżek, ułożonych z neodymowych magnesów trwałych (Nd2Fe14B).
Opublikowany 4 sierpnia 2015 r. przez firmę Lexus na Youtube film „The Lexus Hoverboard: It’s here”, ukazujący ewolucje wykonywane na unoszącej się bez podparcia desce, który w ciągu niecałych dwóch miesięcy obejrzano ponad 10 milionów razy, stanowi znakomity przykład marketingu wirusowego. Jednocześnie Lexus opublikował filmy prezentujące zasady działania Hoverboard i proces powstawania urządzenia, promujące wśród widzów naukę i technikę.
 
Lexus hoverboard nie jest jedynym tego typu w Europie. 22 marca 2023 roku francuski amator o imieniu Damien Dolata uruchomił na YouTube swoją pierwszą funkcjonalną wersję hoverboardu o nazwie Ripulse. Ten hoverboard jest w stanie unosić osobę ważącą do około 30 kg nad ziemią. Składa się z 4 magneto-rotacyjnych odpychaczy, które wytwarzają prądy wirowe w przewodzącej powierzchni.